# Національна комісія, що здійснює державне регулювання у сферах енергетики та комунальних послуг
Національна комісія, що здійснює державне регулювання у сферах енергетики та комунальних послуг (НКРЕКП) — незалежний державний колегіальний орган, метою діяльності якого є державне регулювання, моніторинг та контроль за діяльністю суб'єктів господарювання у сферах енергетики та комунальних послуг. Утворений Президентом України 27 серпня 2014 року.
У вересні 2016 року Верховна Рада прийняла в другому читанні Закон України «Про Національну комісію, що здійснює державне регулювання у сферах енергетики та комунальних послуг», який набув чинності 26 листопада 2016 року.

## Історія
Комісія була утворена Указом Президента України від 27 серпня 2014 року № 694/2014.
НКРЕКП утворена у відповідності до:
- КОНСТИТУЦІЇ УКРАЇНИ;

- Закону України «Про Національну комісію, що здійснює державне регулювання у сферах енергетики та комунальних послуг»;
- Закону України «Про природні монополії»;
- Закону України «Про ринок електричної енергії»;
- Закону України «Про ринок природного газу»;
- Закону України «Про теплопостачання»;
- Закону України «Про питну воду, питне водопостачання та водовідведення»;
- Закону України «Про альтернативні джерела енергії»;
- Закону України «Про комбіноване виробництво теплової та електричної енергії (когенерацію) та використання скидного енергопотенціалу»;
- Закону України «Про трубопровідний транспорт»;
- Закону України «Про енергетичну ефективність»;
- Закону України «Про житлово-комунальні послуги»;
- Закону України «Про державне регулювання у сфері комунальних послуг»;
- Закону України «Про забезпечення комерційного обліку природного газу»;
- Закону України «Про комерційний облік теплової енергії та водопостачання»;
- Закону України «Про особливості доступу до інформації у сферах постачання електричної енергії, природного газу, теплопостачання, централізованого постачання гарячої води, централізованого питного водопостачання та водовідведення»;
- інших законів, що регулюють відносини у сферах енергетики та комунальних послуг.

Указами Президента України від 27 серпня 2014 року № 692/2014 та № 693/2014 були ліквідовані попередні комісії: НКРКП та НКРЕ.

## Основні завдання та функції
НКРЕКП здійснює державне регулювання з метою досягнення балансу інтересів споживачів, суб’єктів господарювання, що провадять діяльність у сферах енергетики та комунальних послуг, і держави, забезпечення енергетичної безпеки, європейської інтеграції ринків електричної енергії та природного газу України.

НКРЕКП здійснює державне регулювання шляхом:
1) нормативно-правового регулювання у випадках, коли відповідні повноваження надані Регулятору законом;
2) ліцензування діяльності у сферах енергетики та комунальних послуг;
3) формування цінової і тарифної політики у сферах енергетики та комунальних послуг та реалізації відповідної політики у випадках, коли такі повноваження надані Регулятору законом;
4) державного контролю та застосування заходів впливу;
5) використання інших засобів, передбачених законом.

Основними завданнями НКРЕКП є:
1) забезпечення ефективного функціонування та розвитку ринків у сферах енергетики та комунальних послуг;
2) сприяння ефективному відкриттю ринків у сферах енергетики та комунальних послуг для всіх споживачів і постачальників та забезпечення недискримінаційного доступу користувачів до мереж/трубопроводів;
3) сприяння інтеграції ринків електричної енергії, природного газу України з відповідними ринками інших держав, зокрема в рамках Енергетичного Співтовариства, співпраці з Радою регуляторів Енергетичного Співтовариства, Секретаріатом Енергетичного Співтовариства та національними регуляторами енергетики інших держав;
4) забезпечення захисту прав споживачів товарів, послуг у сферах енергетики та комунальних послуг щодо отримання цих товарів і послуг належної якості в достатній кількості за обґрунтованими цінами;
5) сприяння транскордонній торгівлі електричною енергією та природним газом, забезпечення інвестиційної привабливості для розвитку інфраструктури;
6) реалізація цінової і тарифної політики у сферах енергетики та комунальних послуг;
7) сприяння впровадженню заходів з енергоефективності, збільшенню частки виробництва енергії з відновлюваних джерел енергії та захисту навколишнього природного середовища;
8) створення сприятливих умов для залучення інвестицій у розвиток ринків у сферах енергетики та комунальних послуг;
9) сприяння розвитку конкуренції на ринках у сферах енергетики та комунальних послуг;
10) інші завдання, передбачені законом.

## Склад комісії
Голови Комісії:
- Демчишин Володимир Васильович (27 серпня — 3 грудня 2014[6]);
- Ковалів Юлія Ігорівна (в. о. 4 грудня[7] — 30 грудня 2014[8]);
- Вовк Дмитро Володимирович (в. о. 30 грудня 2014[8] — 29 червня 2015, 29 червня 2015[9] — червень 2018);
- Кривенко Оксана Олександрівна — з червня 2018 року — 4 листопада 2019 року;
- Тарасюк Валерій Володимирович — з 4 листопада 2019[10][11]  — 21 лютого 2022 р., а також з 3 березня 2024 р. — 1 серпня 2024 р.;
- Ущаповський Костянтин Валерійович — з 22 лютого 2022 року[12] — 22 лютого 2024 р.;
- Власенко Юрій Миколайович - з 2 серпня 2024 року.

Діючі члени комісії:
- Кайдаш Руслан Юрійович[14];
- Слободян Руслан Олександрович;
- Тарасюк Валерій Володимирович;
- Ущаповський Костянтин Валерійович;
- Формагей Олександр Леонідович

## Діяльність
Діяльність НКРЕКП регулярно висвітлюється на офіційному вебсайті Комісії https://www.nerc.gov.ua/, на сторінці у мережі Фейсбук https://www.facebook.com/nerc.gov.ua, на сторінці у мережі Х https://x.com/NKREKP та на каналі у YouTube https://www.youtube.com/channel/UCR-iJgGoHV1MjZ43dOzidJA
Співпраця з Енергетичним співтовариством
У жовтні 2023 секретаріат Енергетичного співтовариства оприлюднив Звіт про роботу НКРЕКП «Управління та незалежність національного органу регулювання енергетики України». Секретаріат Енергетичного співтовариства підтримав свої попередні висновки про необхідність законодавчих реформ для подолання окремих недоліків та забезпечення незалежності НКРЕКП та запропонував рекомендації заходів, які направлені на зміцнення відповідного статусу НКРЕКП та посилення її інституційної незалежності.

### Альтернативні джерела енергії
НКРЕКП у 2025 році для стимулювання виробництва електроенергії з відновлюваних джерел запустила нову інформаційно-комунікаційну систему «Реєстр об’єктів електроенергетики та електроустановок споживачів (у тому числі активних споживачів), які використовують альтернативні джерела енергії для виробництва електроенергії» на шляху інтеграції із європейським енергетичним ринком відповідно до статті 97 Закону України «Про альтернативні джерела енергії».